# ポール・ミューレン
ポール・ミューレン（Paul Mullen、1991年11月16日 - ）は、メジャーリーグラグビー、ユタ・ウォリアーズに所属するラグビー選手。

## プロフィール
- アイルランド・イニシュモア出身[1]。
- ポジションはプロップ(PR)。
- 身長 182cm、体重 122kg
- U20アメリカ代表に選ばれたことがある[2]。
- アメリカ代表キャップは18（2021年2月現在）でワールドカップ2019のアメリカ代表に選ばれた[3]。

## 略歴
ヒューストン・セイバーキャッツ、ニューカッスル・ファルコンズ、ヒューストン・セイバーキャッツ、サンディエゴ・リージョンを経て、2020年、ユタ・ウォリアーズに加入。